# S&M (Metallica)
S&M  è il primo album dal vivo del gruppo musicale statunitense Metallica e della San Francisco Symphony, pubblicato il 23 novembre 1999 dalla Elektra Records.

## Descrizione
Il titolo dell'album è un gioco di parole: la "S" sta per "Symphony" ed è scritta in maniera simile ad una chiave musicale mentre la "M" sta per "Metallica" ed è presa dal classico logo del gruppo. La sigla "S&M" è anche conosciuta come l'abbreviazione di sadomasochismo e per questo motivo alcuni fan pensano che l'album sia un omaggio ai Thin Lizzy, uno dei gruppi ispiratori dei Metallica.
Il concerto venne registrato dal vivo il 21 e il 22 aprile 1999 con la collaborazione di Michael Kamen e della San Francisco Symphony, che hanno contribuito alla realizzazione e all'arrangiamento in chiave sinfonica di una selezione dei vecchi brani del gruppo californiano (tutti realizzati tra il 1984 e il 1998), oltre a The Ecstasy of Gold (canzone composta da Ennio Morricone per Il buono, il brutto, il cattivo) e a due inediti: - Human e No Leaf Clover, quest'ultimo in seguito estratto come singolo nel 2000.
Durante il concerto, James Hetfield rinomina Of Wolf and Man in Of Wolfgang and Man, in onore a Wolfgang Amadeus Mozart. Inoltre, nel libretto e nei dischi dell'album, i brani The Call of Ktulu e The Outlaw Torn vengono rispettivamente intitolati The Call of the Ktulu e Outlaw Torn.
Nel 2001 The Call of Ktulu ha trionfato agli annuali Grammy Awards nella categoria Miglior interpretazione rock strumentale.

## Tracce
Testi e musiche di James Hetfield e Lars Ulrich, eccetto dove indicato.
CD 1
1. The Ecstasy of Gold – 2:30 (musica: Ennio Morricone) – originariamente interpretata da Ennio Morricone
2. The Call of Ktulu – 9:34 (musica: James Hetfield, Lars Ulrich, Cliff Burton, Dave Mustaine)
3. Master of Puppets – 8:54 (James Hetfield, Lars Ulrich, Cliff Burton, Kirk Hammett)
4. Of Wolf and Man – 4:18 (James Hetfield, Lars Ulrich, Kirk Hammett)
5. The Thing That Should Not Be – 7:26 (James Hetfield, Lars Ulrich, Kirk Hammett)
6. Fuel – 4:35 (James Hetfield, Lars Ulrich, Kirk Hammett)
7. The Memory Remains – 4:42
8. No Leaf Clover – 5:43
9. Hero of the Day – 4:44 (James Hetfield, Lars Ulrich, Kirk Hammett)
10. Devil's Dance – 5:26
11. Bleeding Me – 9:01 (James Hetfield, Lars Ulrich, Kirk Hammett)

CD 2
1. Nothing Else Matters – 6:47
2. Until It Sleeps – 4:29
3. For Whom the Bell Tolls – 4:52 (James Hetfield, Lars Ulrich, Cliff Burton)
4. - Human – 4:19
5. Wherever I May Roam – 7:01
6. The Outlaw Torn – 9:58
7. Sad but True – 5:46
8. One – 7:53
9. Enter Sandman – 7:39 (James Hetfield, Lars Ulrich, Kirk Hammett)
10. Battery – 7:24

## Il video
L'intero concerto è stato filmato sotto la direzione di Wayne Isham ed è stato pubblicato nei formati VHS e DVD, rappresentando il sesto album video complessivo del gruppo.
L'edizione VHS è costituita da due videocassette contenente l'intero concerto (la seconda videocassetta inoltre conteneva il dietro le quinte della realizzazione del disco), mentre il DVD contiene anche un documentario di 41 minuti sul concerto con interviste ai Metallica, a Micheal Kamen e all'orchestra. Il DVD inoltre consente la possibilità di vedere quattro brani attraverso l'opzione multi-angolo (Of Wolf and Man, Fuel, Sad but True, e Enter Sandman) e contiene due versioni di No Leaf Clover: "Maestro Edit" e "Slice & Dice Video Version", quest'ultima utilizzata per il videoclip del brano.

### Tracce
DVD 1
1. The Ecstasy of Gold – 1:20
2. The Call of Ktulu – 5:38
3. Master of Puppets – 5:26
4. Of Wolf and Man – 14:33
5. The Thing That Should Not Be – 4:18
6. Fuel – 14:42
7. The Memory Remains – 4:12
8. No Leaf Clover – 4:21
9. Hero of the Day – 3:47
10. Devil's Dance – 4:45
11. Bleeding Me – 7:03
12. Applause – 1:00
13. 41 Minute S&M Documentary – 40:10
14. No Leaf Clover Video ("Maestro Edit") – 5:42

DVD 2
1. Nothing Else Matters – 3:40
2. Until It Sleeps – 2:21
3. For Whom the Bell Tolls – 3:01
4. - Human – 2:33
5. Wherever I May Roam – 4:15
6. Outlaw Torn – 5:21
7. Sad but True – 17:35
8. One – 4:42
9. Enter Sandman – 24:36
10. Battery – 7:22
11. Credits – 2:36
12. No Leaf Clover Video ("Slice and Dice" Version) – 5:46

## Formazione

### Metallica
- James Hetfield – chitarra, voce
- Lars Ulrich – batteria
- Kirk Hammett – chitarra
- Jason Newsted – basso

### San Francisco Symphony
- Michael Kamen – orchestrazione, direzione
- Bob Elhai – orchestrazione
- Brad Warnaar – orchestrazione
- Blake Neely – orchestrazione
- Geoff Alexander – orchestrazione
- Chris Boardman – orchestrazione
- Bruce Babcock – orchestrazione
- Ted Allen – orchestrazione
- Pete Anthony – orchestrazione
- Jonathan Sacks – orchestrazione
- Jeremy Constant – primo violino
- Melissa Kleinbart – primo violino
- Naomi Kazama – primo violino
- Victor Romasevich – primo violino
- Diane Nicholeris – primo violino
- Florin Parvulescu – primo violino
- Yukiko Kurakata – primo violino
- Kelly Leon-Pearce – primo violino
- Rudolph Kremer – primo violino
- Connie Gantsweg – primo violino
- Catherine Down – primo violino
- Philip Santos – primo violino
- Paul Brancato – secondo violino principale
- Chumming Mo Kobialka – secondo violino
- Kum Mo Kim – secondo violino
- Enrique Bocedi – secondo violino
- Michael Gerling – secondo violino
- Yasuko Hattori – secondo violino
- Frances Jeffrey – secondo violino
- Bruce Freifeld – secondo violino
- Daniel Kobialka – secondo violino
- Daniel Banner – secondo violino
- Geraldine Walther – viola principale
- Yun Jie Liu – viola
- Don Ehrlich – viola
- Gina Feinauer – viola
- David Gaudry – viola
- Leonid Gesin – viola
- Christina King – viola
- Seth Mausner – viola
- Nanci Severance – viola
- David Teie – violoncello principale
- Barara Bogatin – violoncello
- Jill Rachuy Brindel – violoncello
- David Goldblatt – violoncello
- Anne Pinsker – violoncello
- Peter Shelton – violoncello
- Judiyaba – violoncello
- Richard Andaya – violoncello
- Larry Epstein – contrabbasso principale
- Stephen Tramontozzi – contrabbasso
- William Ritchen – contrabbasso
- Chris Gilbert – contrabbasso
- S. Mark Wright – contrabbasso
- Charles Chandler – contrabbasso
- Paul Renzi – flauto principale
- Linda Lukas – flauto
- Catherine Payne – flauto
- Eugene Izotov – oboe principale
- Pamela Smith – oboe
- Julie Ann Giacobassi – oboe
- Luis Baez – clarinetto principale
- Sheryl Renk – clarinetto
- Anthony Striplen – clarinetto
- Stephen Paulson – fagotto principale
- Rob Weir – fagotto
- Steven Braunstein – fagotto
- Robert Ward – corno principale
- Bruce Roberts – corno
- Jonathan Ring – corno
- Douglas Hull – corno
- Jim Smesler – corno
- Eric Achen – corno
- Joshua Garrett – corno
- Glenn Fischthal – tromba principale
- Craig Morris – tromba
- Chris Bogios – tromba
- Andrew McCandless – tromba
- Paul Welcomer – trombone principale
- Tom Horning – trombone
- Jeffrey Budin – trombone
- John Engelkes – trombone
- Peter Wahrhaftig – tuba
- Douglas Rioth – arpa
- David Herbert – timpano
- Raymond Froehlich – percussione principale
- Anthony J. Cirone – percussione
- Tom Hemphill – percussione
- Artie Storch – percussione
- Marc Shapiro – tastiera

### Produzione
- Bob Rock – produzione, registrazione
- James Hetfield – produzione
- Lars Ulrich – produzione
- Michael Kamen – produzione
- Randy Staub – registrazione, missaggio
- Stephen P. McLaughlin – registrazione orchestra, assistenza al missaggio
- John Vrtacic – assistenza tecnica
- James Brett – assistenza al missaggio
- Kent Matcke – assistenza al missaggio
- Darren Grahn – assistenza al missaggio, montaggio digitale
- Leff Lefferts – assistenza al missaggio
- Billy Konkel – assistenza al missaggio
- Mike Gillies – montaggio digitale
- Paul DeCarli – montaggio digitale
- Billie Bowers – montaggio digitale
- Geroge Marino – mastering

## Classifiche

### Classifiche settimanali
| Classifica (1999-20) | Posizione massima |
| -------------------- | ----------------- |
| Australia            | 1                 |
| Austria              | 3                 |
| Belgio (Fiandre)     | 4                 |
| Belgio (Vallonia)    | 16                |
| Canada               | 4                 |
| Finlandia            | 2                 |
| Francia              | 7                 |
| Germania             | 1                 |
| Irlanda              | 42                |
| Italia               | 18                |
| Messico              | 55                |
| Norvegia             | 1                 |
| Nuova Zelanda        | 11                |
| Paesi Bassi          | 2                 |
| Polonia              | 1                 |
| Portogallo           | 1                 |
| Regno Unito          | 33                |
| Spagna               | 6                 |
| Stati Uniti          | 2                 |
| Svezia               | 1                 |
| Svizzera             | 4                 |
| Ungheria             | 25                |

### Classifiche di fine anno
| Classifica (1999) | Posizione |
| ----------------- | --------- |
| Australia         | 42        |
| Belgio (Fiandre)  | 58        |
| Germania          | 89        |
| Paesi Bassi       | 54        |
| Classifica (2000) | Posizione |
| Austria           | 18        |
| Belgio (Fiandre)  | 29        |
| Belgio (Vallonia) | 62        |
| Germania          | 8         |
| Paesi Bassi       | 23        |
| Stati Uniti       | 30        |
| Svizzera          | 17        |
| Classifica (2020) | Posizione |
| Polonia           | 27        |
| Classifica (2021) | Posizione |
| Polonia           | 36        |